# Wally Funk
Mary Wallace "Wally" Funk (Las Vegas, 1 de fevereiro de 1939) é uma aviadora estadunidense e embaixadora da Boa Vontade. Ela foi a primeira mulher como investigadora de segurança aérea para o National Transportation Safety Board, a primeira mulher como instrutora de voo civil em Fort Sill, Oklahoma, e a primeira mulher como inspetora da Federal Aviation Agency, bem como uma das Mercury 13.

## Juventude
Funk nasceu em Las Vegas, Novo México, em 1939 e cresceu em Taos, Novo México. Seus pais eram donos de uma loja de variedades. A família tinha uma coleção de obras de arte de artistas da colônia de arte de Taos, pois os artistas trocavam obras de arte para pagar suas dívidas na loja.

## Carreira de aviação
Aos 20 anos, Funk tornou-se aviadora profissional. Seu primeiro trabalho foi em Fort Sill, Oklahoma, como Instrutora de Voo Civil de oficiais subalternos e comissionados do Exército dos Estados Unidos. Funk foi a primeira mulher instrutora de voo em uma base militar dos Estados Unidos. No outono de 1961, ela aceitou um emprego como Instrutora de Voo Certificada, Carta e Piloto Chefe em uma empresa de aviação em Hawthorne, Califórnia.

## Carreira espacial

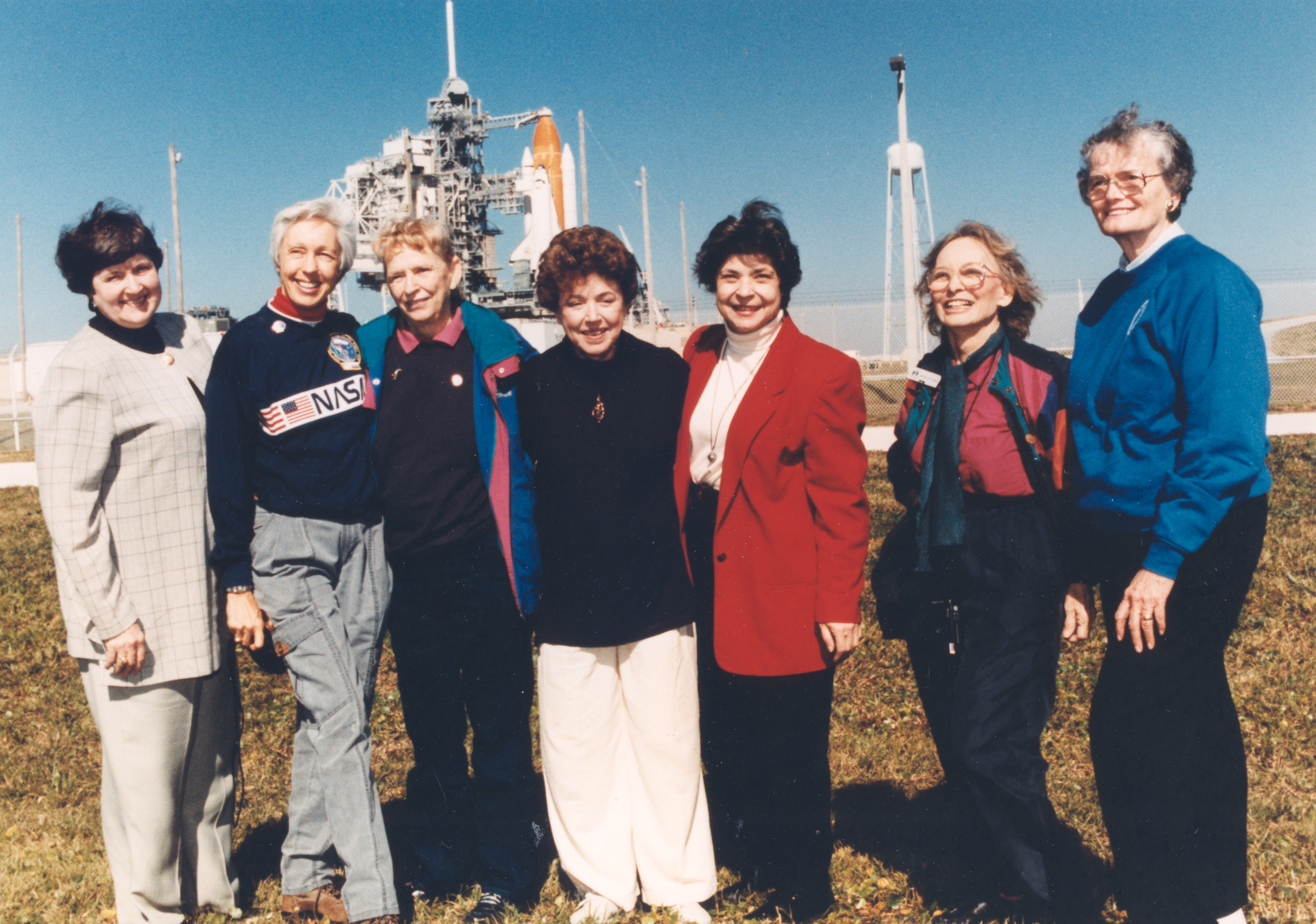
Wally Funk (segunda da esquerda para a direita) junto a outras integrantes do grupo 'Mercury 13', que treinou nos anos 1960 para ser astronauta, abrindo caminho para futuras mulheres no espaço.

### Mercury 13
Em fevereiro de 1961, Funk se ofereceu como voluntária para o Programa "Mulheres no Espaço". O programa era dirigido por William Randolph Lovelace e tinha o apoio da NASA, embora não tivesse patrocínio oficial do governo. Funk entrou em contato com Lovelace, detalhando sua experiência e conquistas. Apesar de ser mais jovem do que a faixa etária de recrutamento de 25 a 40 anos, Funk foi convidada a participar. Vinte e cinco mulheres foram convidadas, 19 se inscreveram e 13 se formaram, incluindo Funk, que aos 21 anos era a mais nova. Em alguns testes, ela teve uma pontuação melhor do que John Glenn. A mídia apelidou o grupo de "Mercury 13", uma referência ao Mercury 7.
Como os outros participantes do programa, Funk foi submetida a rigorosos testes físicos e mentais. Em um teste, os voluntários foram colocados em tanques de isolamento. Funk ficou no tanque, sem alucinar, por 10 horas e 35 minutos, um recorde. Ela passou nos testes e foi qualificada para ir ao espaço. Sua pontuação foi a terceira melhor no programa Mercury 13. Apesar disso, o programa foi cancelado antes que as mulheres fizessem o último teste.

### Carreira posterior
Quando a NASA finalmente começou a aceitar mulheres no final dos anos 1970, Funk se inscreveu três vezes. Apesar de suas credenciais impressionantes, ela foi rejeitada por não ter um diploma de engenharia ou experiência como piloto de teste.
Em 2012, ela investiu dinheiro para ser uma das primeiras pessoas a voar para o espaço através da Virgin Galactic. O dinheiro para o voo veio dos royalties de filmes e livros de Funk e do dinheiro da família.

### Voo suborbital em 2021
Em 1º de julho de 2021, a Blue Origin anunciou que Funk voaria no primeiro voo tripulado da New Shepard, sendo parte de quatro membros, incluindo Jeff Bezos, seu irmão Mark e Oliver Deamen, de 18 anos, dos Países Baixos, que se tornou o astronauta mais jovem de todos após o voo no dia 20 de julho de 2021. Após o voo bem sucedido, ela se tornou a pessoa mais idosa a voar para o espaço, sucedendo ao recorde de John Glenn, com 77 anos em 1998 (a bordo do STS-95). Ela ainda mantém a marca feminina, mas foi superada como a pessoa mais idosa após o voo de William Shatner (90 anos).

## Prêmios e honras
- Em 1964, Funk se tornou a mulher mais jovem na história do Stephen's College a receber o Prêmio Alumna Achievement.[15]
- Em 1965, Funk foi selecionada como uma das Moças Notáveis da América, "em reconhecimento por sua notável habilidade, realizações e serviços prestados à sua comunidade, país e profissão".[6]
- Em 2012, filmou sua história de vida para o Traveling Space Museum.[2]
- Em 2017, o nome de Wally Funk foi inscrito na Parede de Honra do Smithsonian National Air & Space Museum "em reconhecimento à sua contribuição para o nosso patrimônio de aviação e exploração".
- Funk está listada em "Quem é quem na aviação".